# Pteroglossus bitorquatus
El arasarí cuellirrojo oriental (Pteroglossus bitorquatus) es una especie de ave piciforme de la familia Ramphastidae perteneciente al género Pteroglossus. Este tucán habita en zonas selváticas del nordeste de Sudamérica. Nidifica en huecos en troncos o ramas de árboles. Se alimenta de frutos, invertebrados y pequeños vertebrados.

## Distribución y hábitat
Este taxón es endémico de la Amazonia en el norte del Brasil y este de Bolivia, donde se distribuye en los estados de: Pará, Maranhão, Tocantins y Mato Grosso. Habita en ambiente de selva tropical y en galería en el Cerrado, por debajo de los 550 m s. n. m.

## Taxonomía
Este taxón fue descrito originalmente en el año 1826 por el zoólogo y político irlandés Nicholas Aylward Vigors, quien no informó su localidad tipo, aunque posteriormente se le asignó el noreste de Brasil.  
Subespecies
Se encuentra compuesto por 2 subespecies:
Pteroglossus bitorquatus reichenowi Snethlage, 1907 – sur del Amazonas, en el interfluvio entre el río Tapajós y el río Tocantins, y de sur a norte de Mato Grosso. 
Pteroglossus bitorquatus bitorquatus Vigors, 1826 – nordeste del Brasil, sur del Amazonas en la isla de Marajó y al oriente del río Tocantins de Maranhão.
Durante décadas le fue incluido otro taxón como subespecie: Pteroglossus bitorquatus sturmii. Para mediados del año 2014 a este último se lo considera una especie plena P. sturmii. Aunque se registra hibridación en la franja de contacto, por ejemplo en el suroeste de Pará (en el valle Cururu del río Tapajós superior) y en el norte de Mato Grosso, se lo eleva bajo un concepto más amplio que el de la especie biológica, tal como es el de especie filogenética.

## Estado de conservación
En la Lista Roja elaborada por la Unión Internacional para la Conservación de la Naturaleza (UICN) este taxón es categorizado como “en peligro de extinción”.